# Guifei Chi
Guifei Chi (chinesisch 贵妃池 ‚Konkubinentümpel‘) ist ein kleiner See auf Fisher Island vor der Ingrid-Christensen-Küste des ostantarktischen Prinzessin-Elisabeth-Lands. Er liegt im südöstlichen Teil der Insel.
Chinesische Wissenschaftler benannten ihn 1992 im Zuge von Vermessungs- und Kartierungsarbeiten.